# Dicranomyia homichlophila
Dicranomyia homichlophila är en tvåvingeart som först beskrevs av Alexander 1958.  Dicranomyia homichlophila ingår i släktet Dicranomyia och familjen småharkrankar. Inga underarter finns listade i Catalogue of Life.